# Асті (вино)

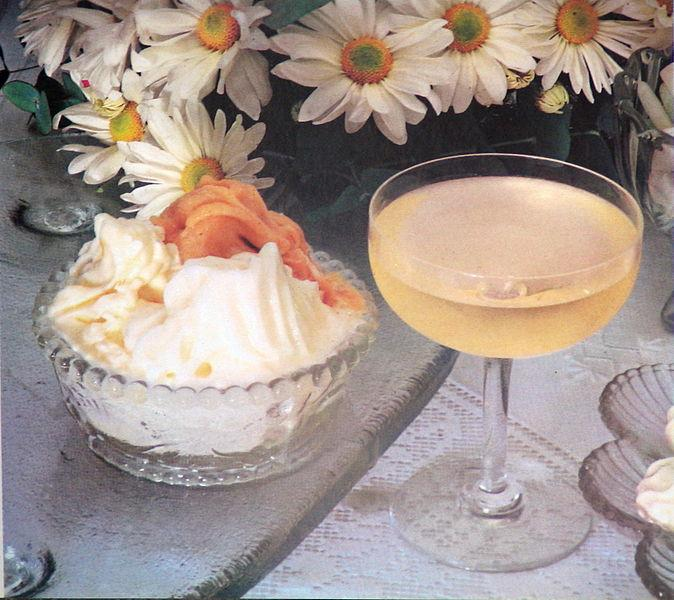
Келих вина Асті

Асті (італ. Asti або Асті Спуманте італ. Asti Spumante) — ігристе біле італійське вино, яке виробляється по всій південно-східній частині П'ємонту, але в основному поблизу міст Асті і Альба. В 1993 році було класифіковано як DOCG і станом на 2004 рік є вином аппеллясьйон, що найбільше виробляється в Італії. В середньому, урожай винограду для виробництва Асті в П'ємонті, більш ніж в десять разів перевищує урожай винограду для виробництва відомого п'ємонтського червоного вина Бароло.
Виготовляється виключно з винограду сорту Мускат білий, він солодкий і з низьким вмістом алкоголю, і часто подається з десертом. На відміну від шампанського, вторинна ферментація асті не відбувається за рахунок вторинного бродіння в пляшці, а відбувається в резервуарах з нержавіючої сталі із застосуванням методу Шарма. Асті зберігає свою солодкість за допомогою складного процесу фільтрації. Інше вино під назвою Moscato d'Asti виробляється в тому ж регіоні, з того ж винограду, але воно лише злегка ігристе (фріззанте) і, як правило, має менший вміст спирту.
22 червня 2014 року Асті, поряд з винами Канеллі, було внесене до списку Всесвітньої спадщини ЮНЕСКО.

## Історія

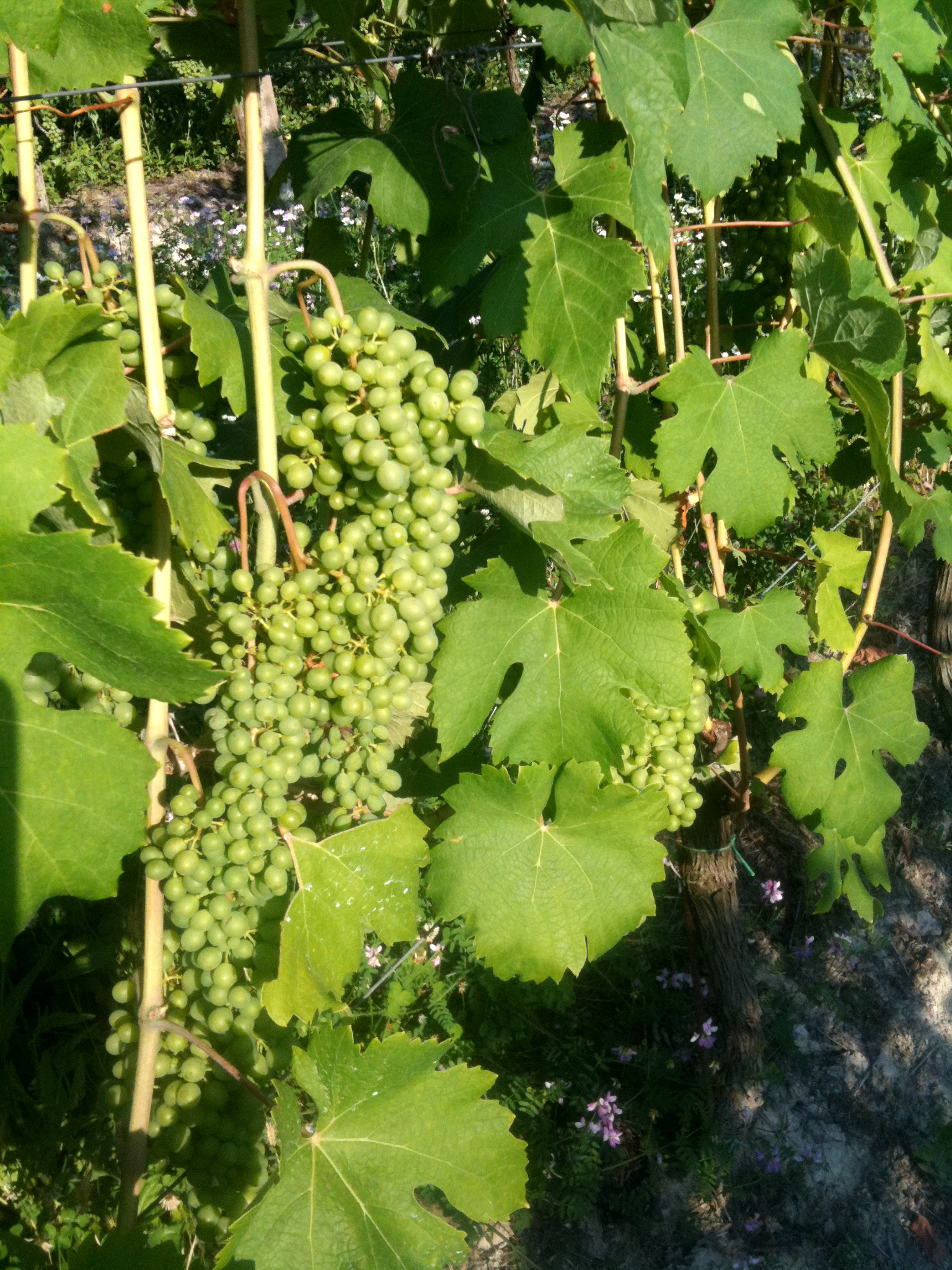
Мускат білий (недостиглий)

Мускат білий (відомий також як білий дрібнозернистий мускат) здавна відомий в П'ємонті і, поряд з Неббіоло, може бути одним з найстаріших сортів винограду в регіоні. Проте, виробництво ігристих вин Асті з Мускату білого є відносно новим продуктом. Перше ігристе Асті, як вважають, було вироблено близько 1870 року Карлом Ганча, який вивчав метод виробництва шампанського, яке вробляють у виноробному регіоні Шампань у Франції. Виробництво вина в місті Канеллі уздовж річки Бельбо, набуло такої популярності, що Мускат білий отримав синонім Мускат Канеллі, який на винних етикетках можна побачити і сьогодні.
Після Другої світової війни, в Сполучених Штатах Америки відбувся сплеск популярності Асті, який пов'язаний із повернення солдатів з війни, які привозили додому це солодке вино. Помічаючи зростаючий попит, багато виробників звертаються до виробництва з використанням методу Шарма, який робить вино ігристим шляхом закритої ферментації в резервуарі, на відміну від вторинного бродінням вина в кожній пляшці у традиційному методі. Великі обсяги експортованого Асті (тоді відоме як Асті Спуманте), що обрушився на експортний ринок (як для Сполучених Штатах, так і Сполученому Королівстві) отримала погану репутацію за те, що винний експерт Карен Макнейл описує його як «шкідливе солодке шампанське бідняка».
Така репутація залишаються закріпленою за назвою Асті Спуманте протягом більшої частини XX століття. Коли вино було підвищено до статусу DOCG в 1993 році, виробники прагнули відрізнити себе від цієї репутації і перестали використовували Спуманте в назві на користь скороченої назви Асті. Поряд зі зміною назви, відбулися зміни в стилі, зокрема, деякі виробників, створюють більш сучасні стилі Асті, які є менш солодкими і мають більш стиглі фруктові смаки.

## Зона виробництва

У П'ємонті Asti виробляється провінціях Кунео, Асті і Алессандрія, що розташованої на південному сході регіону.

Асті виробляється в південно-східному регіоні П'ємонту, де велика концентрація пагорбів забезпечує достатній простір для виноградних насаджень. Зона виробництва DOCG розташована в основному в провінції Асті і частково в провінціях Кунео і Алессандрія.
Область вперше була визначена в 1932 році, і включає в себе наступні 45 комун:
В Асті: Асті, Буббіо, Везіме, Інчиза-Скапаччино, Каламандрана, Калоссо, Канеллі, Кассінаско, Кастаньоле-делле-Ланце, Кастель-Больйоне, Кастель-Роккеро, Кастельнуово-Бельбо, Коаццоло, Костільйоле-д'Асті, Куаранті, Лоаццоло, Маранцана, Моаска, Момбаруццо, Монастеро-Борміда, Монтабоне, Ніцца-Монферрато, Сан-Марцано-Олівето, Сессаме, Фонтаніле, Чессоле.
В Кунео: Камо, Кастільйоне-Тінелла, Коссано-Бельбо, Манго, Невільє, Неїве, Роккетта-Бельбо, Санто-Стефано-Бельбо, Треїзо, Треццо-Тінелла.
В Алессандрії: Акві-Терме, Аліче-Бель-Колле, Бістаньо, Візоне, Гроньярдо, Кассіне, Кастеллетто-Моліна, Рикальдоне, Стреві, Терцо.
Провінція Кунео більш гориста, ніж інших провінції і там зростає менше виноградників, які зосереджені ближче до Паданської рівнини. Пагорби Монферрата, які простягаються від долини річки По на південь в бік Апеннін, покриті великою частиною площ виноградників в районі Асті і Алессандрії, через що назва Монферрато іноді з'являється на пляшках вина Асті.

### Розширення
У 1967 році зона виробництва була розширена, та включила комуни Роккетта-Палафеа в Асті, Альба, Санта-Вітторія-д'Альба і Серралунга-д'Альба в Кунео.
З 1976 року виробництво Асті було дозволено в комунах Кастіно і Перлетто в Кунео, а також Сан-Джорджо-Скарампі в Асті.

## Правила і виробництво DOCG

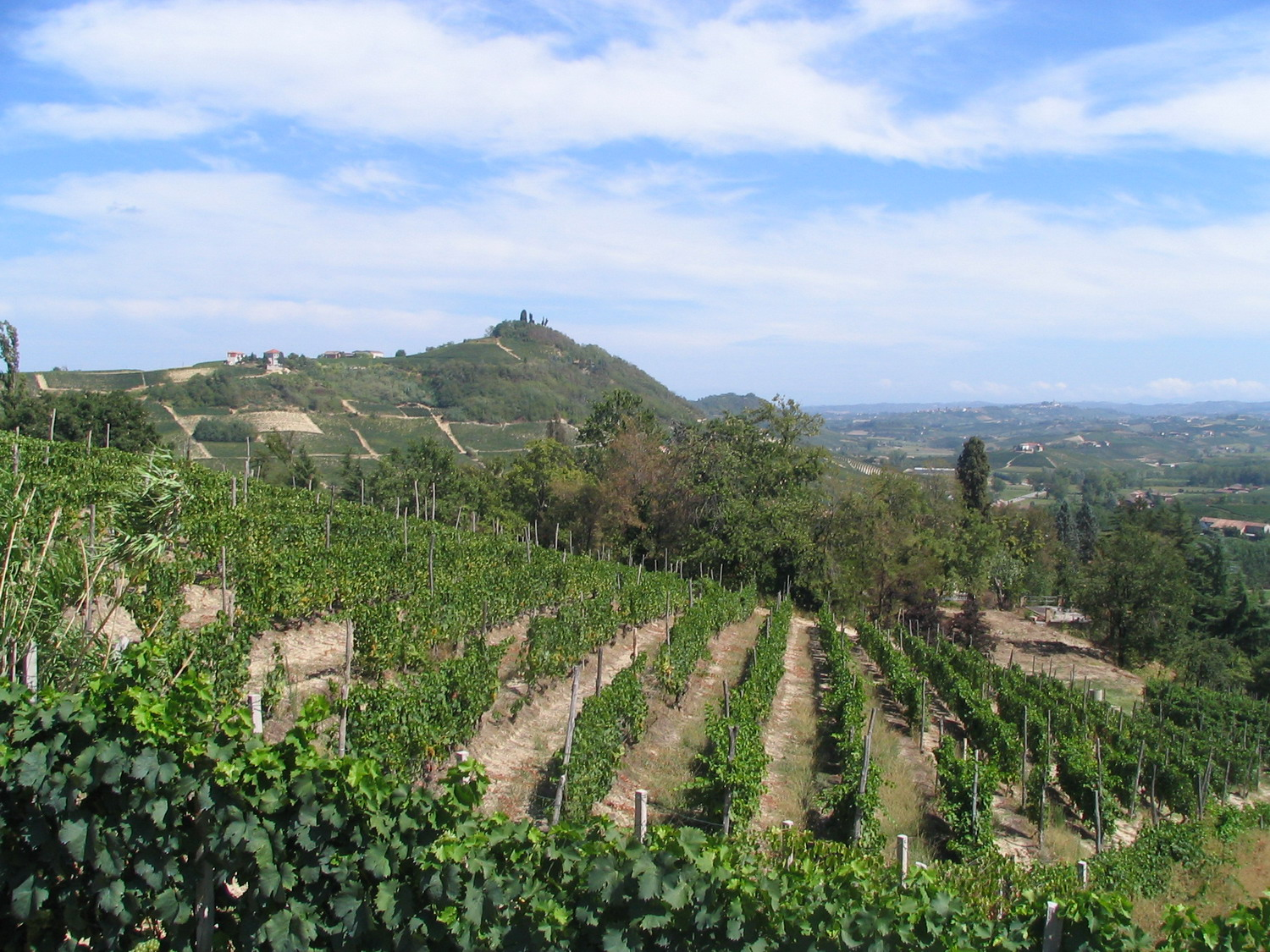
Виноградники в Асті, поблизу комуни Костільйоле-д'Асті.

Згідно з італійськими винними законами, все вино Асті DOCG повинно бути на 100 % з винограду сорту Мускат білий, зібраного з врожайністю не більше 10 т/га. Готове вино має бути ферментоване до мінімального рівня алкоголю, який варіюється залежно від врожаю і зазвичай становить від 7-9,5 %.
Асті стає ігристим від одного бродіння, яке відбувається в цистернах з нержавіючої сталі (на відміну від вторинного бродіння у винних пляшках, як у шампанського). Після того, як виноград збирають, його подрібнюють і чавлять, сусло перекачують у великі резервуари, де температура опускається майже до 0 °C, щоб запобігти бродінню на самому початку.
У резервуарах діоксид вуглецю, як побічний продукт ферментації, розчиняється у вині та створює кінцеве джерело бульбашок, які видно у винному келисі. Бродіння триває до тих пір, поки значення спирту у вині не досягне 7-9 %, а залишкового цукру — 3-5 %. Вино охолоджується знову, щоб зупинити ферментацію перед його відправкою в центрифугу, яка фільтрує і видаляє всі дріжджі з вина, щоб запобігти його подальшому бродінню. Після цього вино розливають в пляшки і реалізують.
Більшість вина Асті не містить інформацію про урожай, але велике споживання та швидкий оборот вина, як правило, означає, що вина на ринку самого останнього врожаю.

## Споживання

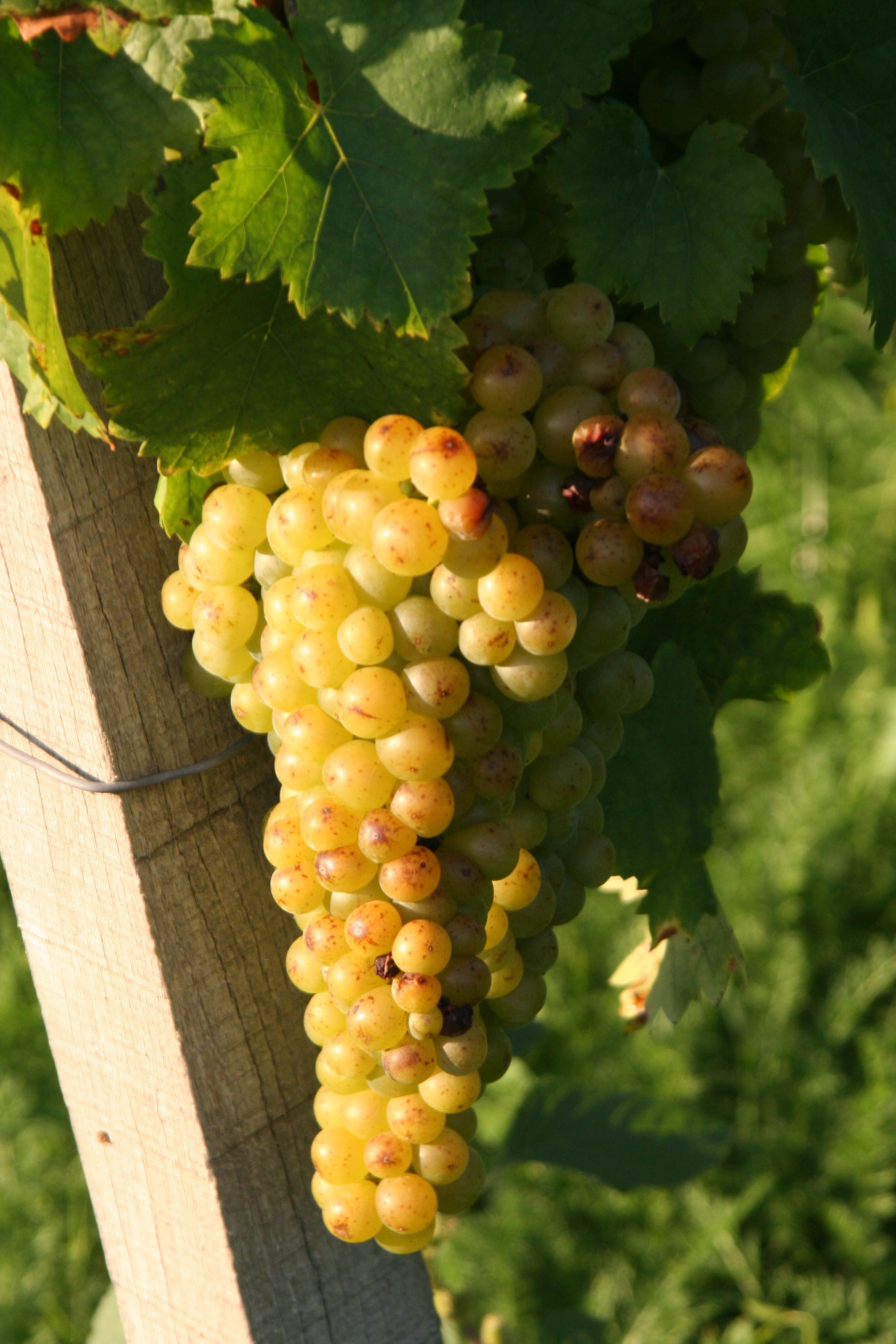
Зрілий Мускат білий.

Асті часто споживають дуже молодим і якомога швидше після урожаю, наскільки це можливо. Після двох років, вино швидко втрачає свіжі, квіткові ноти. У той час як вино ще придатне для вживання, старше Асті, як правило, не проявляє типовий відтінок, фруктові аромати, які зазвичай асоціюються з вином.
Незважаючи на свою солодкість, Асті має достатню кислотність, щоб бути універсальним для поєднання зі стравами. У той час як його часто п'ють як аперитив, Асті може бути поєднане із салатами, пряною азійською кухнею і навіть, як зазначає винний експерт Оз Кларк, з різдвяним пудингом.